# Rent-A-Girlfriend
Rent-A-Girlfriend, aussi connue au Japon sous le titre Kanojo, okarishimasu (彼女、お借りします, litt. « J'aimerais louer une petite amie ») et abrégée en Kanokari (かのかり), est une série de manga écrite et dessinée par Reiji Miyajima. L'histoire suit la comédie romantique d'un protagoniste étudiant qui a loué les services d'une jeune femme pour qu'elle soit sa petite amie temporaire.
Le manga est prépubliée dans le magazine Weekly Shōnen Magazine de Kōdansha depuis le 12 juillet 2017. Une version française est publiée par Noeve Grafx depuis mars 2021.
Une adaptation en une série télévisée d'animation par TMS Entertainment est diffusée pour la première fois entre le 11 juillet et le 26 septembre 2020 ; une deuxième saison produite par le même studio est diffusée entre le 2 juillet et le 17 septembre 2022. Une troisième saison est diffusée de juillet 2023 à septembre 2023. Une quatrième saison est diffusée depuis le 1er juillet 2025. 
Une série drama est aussi sortie du 3 juillet 2022 au 11 septembre 2022, produit par Drama L.

## Intrigue
Kazuya Kinoshita est un étudiant à l'université mais il se sent seul après que sa petite amie l'ait largué pour un autre alors qu'ils sortaient ensemble depuis un mois. Pour sortir de sa mélancolie, il se décide alors de faire appel aux services de location de petite amie en utilisant Diamond, une application en tendance au Japon. Il fait ainsi la rencontre de Chizuru Mizuhara, et à première vue, cette « petite amie à louer » (レンタル彼女, Rentaru kanojo, en anglais : Rental Girlfriend) au beau visage et au comportement parfait apparaît comme la petite amie idéale dont il a toujours rêvé. Cependant parce qu'elle semble être trop parfaite et irréaliste, il reloue ses services pour cette fois-ci passer toute sa frustration et la rejeter, mais Chizuru le réprimande pour cela et se révèle être plus mesquine que ce à quoi il s'attendait. Néanmoins, au beau milieu de leur querelle, Kazuya apprend que sa grand-mère Nagomi s'est évanouie et a dû être hospitalisée. En lui rendant visite à l'hôpital, il se montre prétentieux en présentant Chizuru comme sa petite amie. Kazuya continue de louer les services de Chizuru afin de garder les apparences avec sa famille et ses amis, mais les choses se compliquent quand ils découvrent qu'ils sont voisins de palier et fréquentent la même faculté. Plus tard, d'autres filles issues du monde de location de petite amie se joignent également à des rencontres et manifestent de l'intérêt pour Kazuya.

## Personnages

### Personnages principaux
Kazuya Kinoshita (木ノ下 和也, Kinoshita Kazuya)
Voix japonaise : Jun Fukushima (ja) (publicité de 2017), Haruki Ishiya (ja) (publicité de 2018), Shun Horie (ja) (anime), voix française : Arthur Pestel,,
Drama : Ryusei Onishi
Kazuya est un étudiant de 20 ans, qui à la suite d'une rupture douloureuse avec sa petite amie Mami Nanami, décide de faire appel à une petite amie à louer. Il se retrouve bientôt dans des situations où il doit continuer à louer Chizuru pour garder les apparences avec sa famille et ses amis. Il développe ensuite des sentiments romantiques envers Chizuru.
Chizuru Mizuhara (水原 千鶴, Mizuhara Chizuru)
Voix japonaise : Sora Amamiya (publicité de 2017, anime),, Aoi Yūki (publicité de 2018), voix française : Anna Lauzeray Gishi,,
Drama : Hiyori Sakurada
Une étudiante qui travaille discrètement en tant que petite amie à louer pour la société Diamond. Elle est fière de ses notes exceptionnelles sur le service, mais s'agace et devient agressive lorsque Kazuya la met dans l'embarras et lui donne une mauvaise note. À la fac, elle utilise son vrai nom Chizuru Ichinose (一ノ瀬 ちづる, Ichinose Chizuru) et abord une apparence banale avec de grosses lunettes à monture noire et des nattes tressées pour ne pas être reconnu. Elle et Kazuya se rendent rapidement comptent qu'ils sont voisins de palier au sein du même immeuble d'appartements. Elle continue de laisser Kazuya louer ses services afin d'aider sa grand-mère Nagomi et de l'aider à se remettre de sa rupture avec Mami. La raison qui l'a poussé à se lancer dans le business de location de petite amie est de développer une expérience de jeu de rôle et de devenir actrice.
Mami Nanami (七海 麻美, Nanami Mai)
Voix japonaise : Aoi Yūki (publicité de 2018, anime),, voix française : Alice Orsat,,
Drama : Shiori Akita
L'ex-petite amie de Kazuya. Elle a de courts cheveux blonds. Elle semble être amicale en apparence, mais entretient des sentiments jaloux et possessifs qui effraient parfois ses amis. Elle est choquée et suspicieuse que Kazuya ait trouvé une autre petite amie si peu de temps après qu'elle l'a largué.
Ruka Sarashina (更科 るか, Sarashina Ruka)
Voix japonaise : Nao Tōyama, voix française : Lauryanne Philippe,,
Drama : Mio Kudo
Une fille présentée comme la petite amie de Shun Kuribayashi, un ami de Kazuya, mais qui se révèle aussi être une petite amie à louer travaillant pour une autre agence. Elle porte un ruban bleu et a des cheveux courts et noirs. Elle veut véritablement sortir avec Kazuya après avoir vu la gentillesse et la passion dont il fait preuve envers Chizuru et elle-même. Elle souffre d'un problème cardiaque, ce qui l'oblige à surveiller et modérer son rythme cardiaque. Kazuya est le premier garçon à avoir affolé ses battements de cœur.
Sumi Sakurasawa (桜沢 墨, Sakurasawa Sumi)
Voix japonaise : Rie Takahashi, voix française : Manon Adolphe,,
Drama : Aika Sawaguchi
C'est une fille qui travaille également comme petite amie à louer dans la même agence que Chizuru. Elle est en  première année à l'université et est une nouvelle venue dans l'industrie. Elle a les cheveux roses avec une mêche tressée d'un côté. C'est quelqu'un de timide mais avec les encouragements et l'appuie de Chizuru, elle sort avec Kazuya afin d'améliorer ses compétences en tant que petite amie à louer, développant plus tard des sentiments pour lui.
Mini Yaemori (八重森 みに, Yaemori Mini)
Voix japonaise : Yu Serizawa (ja), voix française : Emilie Marié,
Une fille qui est voisine à la fois de Kazuya et de Chizuru. Elle est une influenceuse sur les réseaux sociaux et est une passionnée de cosplay, elle partagera ses connaissances sur le financement participatif avec Kazuya lorsque lui et Chizuru décident de réaliser ensemble un film indépendant.

### Personnages secondaires
Nagomi Kinoshita (木ノ下 和, Kinoshita Nagomi)
Voix japonaise : Yukari Nozawa (ja), voix française : Sophie Vaude,
Drama : Hana Kino
La grand-mère paternelle de Kazuya. Elle est ravie d'apprendre que lui et Chizuru sorte ensemble. Elle est aussi amie avec la grand-mère de Chizuru et elle dirige l'entreprise familiale avec les parents de Kazuya.
Kazuo Kinoshita (木ノ下 和男, Kinoshita Kazuo)
Voix japonaise : Yūki Sanpei (ja), voix française : Sébastien Minéo,
Drama : Oda Oideyasu
Le père de Kazuya. Il gère le magasin d'alcool familiale avec sa mère et sa femme.
Harumi Kinoshita (木ノ下 晴美, Kinoshita Harumi)
Voix japonaise : Miki Natsutani (ja), voix française : Floriane Muller,
Drama : Kaoru Nogushi
La mère de Kazuya. Elle gère le magasin d'alcool familiale avec son mari et sa belle-mère.
Yoshiaki Kibe (木部 芳秋, Kibe Yoshiaki)
Voix japonaise : Masayuki Akasaka (ja), voix française : Guillaume Pevée,
Drama : Shunya Kineko
Ami d'enfance et camarade de fac de Kazuya. Il se soucie beaucoup de ce dernier et lui donne souvent des conseils sur ses relations. Il connaît aussi personnellement la grand-mère de Kazuya, il travaille à temps partiel pour elle afin de l'aider à gérer son entreprise.
Shun Kuribayashi (栗林 駿, Kuribayashi Shun)
Voix japonaise : Gakuto Kajiwara (ja), voix française : Jean-Cyprien Chenberg,
Drama : Kosuke Suzuki
Ami et camarade de fac de Kazuya. Il a les cheveux courts et clairs et porte des lunettes. Ses amis l'appellent souvent « Kuri ».
Sayuri Ichinose (一ノ瀬 小百合, Ichinose Sayuri)
Voix japonaise : Sayuri Sadaoka (ja), voix française : Christine Paris,
Drama : Mayumi Asaka
C'est la grand-mère de Chizuru. Par le passé, c'était une actrice poussant Chizuru à en devenir une elle aussi. Sayuri et son défunt époux Katsuhito ont élevé ensemble Chizuru leur petite fille après le décès de sa mère.
Umi Nakano (中野 海, Nakano Umi)
Voix japonaise : Kaito Ishikawa, voix française : David Dos Santos,,
C'est un ami et un camarade de classe de Chizuru dans son école de théâtre. Kazuya pense à tort en premier lieu qu'il est le véritable petit-ami de Chizuru.

## Productions et supports

### Manga
Kanojo, okarishimasu (彼女、お借りします), écrit et dessiné par Reiji Miyajima, est prépublié depuis le 32e numéro de 2017 du magazine de prépublication de shōnen manga, le Weekly Shōnen Magazine, paru le 12 juillet 2017. Les chapitres sont rassemblés et édités dans le format tankōbon par Kōdansha avec le premier volume publié en octobre 2017 ; le 16 juillet 2025, la série compte quarante-et-un volumes tankōbon. Un one-shot crossover avec Senryū shōjo a été publié le 20 juin 2018. Un volume d'anthologie, avec la participation de vingt-deux artistes, a été publié en août 2020.
Accompagné de la dessinatrice Yuka Kinami, Reiji Miyajima réalise également une série dérivée, intitulée Kanojo, hitomishirimasu (彼女、人見知ります, litt. « Une petite amie timide »), qui est lancée sur le site et application Magazine Pocket de Kōdansha depuis le 21 juin 2020. Celle-ci est centrée sur le personnage de Sumi Sakurasawa. Le premier volume relié est publié en septembre 2020.
En Amérique du Nord, le manga principal est publié numériquement par la maison d'édition Kodansha Comics depuis juin 2020 sous le titre Rent-A-Girlfriend,. Tong Li Publishing publie la série en chinois traditionnel depuis juin 2019. En Chine, la série est publiée numériquement et simultanément par bilibili ; l'éditeur chinois avait momentanément modifié le titre de la série en 2020 à la suite d'un différend concernant l'acquisition de la série d'animation par AcFun (zh) en Chine continentale. Avec le lancement de Noeve Grafx en septembre 2020, les éditions Noeve ont annoncé l'acquisition de la licence du manga pour la version française, avec une traduction de Rodolphe Gicquel et dont les deux premiers tomes sont sortis mars 2021. La maison d'édition française prévoit également de publier la série dérivée en novembre 2021.

#### Liste des volumes

##### Rent-A-Girlfriend
| no | Japonais          | Japonais          | Français          | Français                                                                 |
| no | Date de sortie    | ISBN              | Date de sortie    | ISBN                                                                     |
| --- | ----------------- | ----------------- | ----------------- | ------------------------------------------------------------------------ |
| 1 | 17 octobre 2017   | 978-4-06-510221-3 | 12 mars 2021      | 978-2-4906-7654-5 (édition standard) 978-2-3831-6253-7 (édition limitée) |
| Liste des chapitres : - Degré de satisfaction 1 : "Ma copine" Chizuru Mizuhara (「彼女」、水原千鶴, "Kanojo", Mizuhara Chizuru) - Degré de satisfaction 2 : "Ma copine" (俺の彼女, Ore no Kanojo) - Degré de satisfaction 3 : "Ma copine" la voisine (隣の彼女, Tonari no Kanojo) - Degré de satisfaction 4 : Mon ex-copine Mami Nanami (「元カノ」、七海麻美, Motokano, Nanami Mami) - Degré de satisfaction 5 : Mon ex et "Ma copine" (元カノと彼女, Motokano to Kanojo) |                   |                   |                   |                                                                          |
| 2 | 15 décembre 2017  | 978-4-06-510580-1 | 12 mars 2021      | 978-2-4906-7655-2                                                        |
| Liste des chapitres : - Degré de satisfaction 6 : "Ma copine" et un amour perdu (失恋と彼女, Shitsuren to Kanojo) - Degré de satisfaction 7 : "Ma copine" et la mer (1) (海と彼女①, Umi to Kanojo 1) - Degré de satisfaction 8 : "Ma copine" et la mer (2) (海と彼女②, Umi to Kanojo 2) - Degré de satisfaction 9 : "Ma copine" et la mer (3) (海と彼女③, Umi to Kanojo 3) - Degré de satisfaction 10 : "Ma copine" et la mer (4) (海と彼女④, Umi to Kanojo 4) - Degré de satisfaction 11 : "Ma copine" et le jeu du mikado (ポッキーゲームと彼女, Pokkīgēmu to Kanojo) - Degré de satisfaction 12 : "Ma copine" et une querelle de gamins (彼女とガキのケンカ, Kanojo to Gaki no Kenka) - Degré de satisfaction 13 : "Ma copine" et mon ami (友達と彼女, Tomodachi to Kanojo) - Degré de satisfaction 14 : "Ma copine" et la mer (5) (海と彼女①, Umi to Kanojo 1) |                   |                   |                   |                                                                          |
| 3 | 16 février 2018   | 978-4-06-510970-0 | 14 mai 2021       | 978-2-4906-7690-3                                                        |
| Liste des chapitres : - Degré de satisfaction 15 : "Ma copine" et la mer (6) (海と彼女②, Umi to Kanojo 2) - Degré de satisfaction 16 : "Ma copine" et mes sentiments (衝動と彼女, Shōdō to Kanojo) - Degré de satisfaction 17 : "Ma copine" et la station thermale (1) (温泉と彼女 ①, Onsen to Kanojo 1) - Degré de satisfaction 18 : "Ma copine" et la station thermale (2) (温泉と彼女 ②, Onsen to Kanojo 2) - Degré de satisfaction 19 : "Ma copine" et la station thermale (3) (温泉と彼女 ③, Onsen to Kanojo 3) - Degré de satisfaction 20 : "Ma copine" et "sa copine" (1) (彼女と彼女①, Kanojo to Kanojo 1) - Degré de satisfaction 21 : "Ma copine" et "sa copine" (2) (彼女と彼女②, Kanojo to Kanojo 2) - Degré de satisfaction 22 : "Ma copine" et "sa copine" (3) (彼女と彼女③, Kanojo to Kanojo 3) - Degré de satisfaction 23 : "Ma copine" et "sa copine" (4) (彼女と彼女④, Kanojo to Kanojo 4) |                   |                   |                   |                                                                          |
| 4 | 17 avril 2018     | 978-4-06-511207-6 | 29 octobre 2021   | 978-2-3831-6001-4                                                        |
| Liste des chapitres : - Degré de satisfaction 24 : "Ma copine" et "sa copine" (5) (彼女と彼女⑤, Kanojo to Kanojo 5) - Degré de satisfaction 25 : "Ma copine" et "sa copine" (6) (彼女と彼女⑥, Kanojo to Kanojo 6) - Degré de satisfaction 26 : "Ma copine" et "sa copine" (7) (彼女と彼女⑦, Kanojo to Kanojo 7) - Degré de satisfaction 27 : "Ma copine" et "sa copine" (8) (彼女と彼女⑧, Kanojo to Kanojo 8) - Degré de satisfaction 28 : "Ma copine", Ruka Sarashina (「彼女」、更科るか, "Kanojo", Sarashina Ruka) - Degré de satisfaction 29 : "Ma copine" et Noël ① (「クリスマスと彼女 ①, Kurisumasu to Kanojo 1) - Degré de satisfaction 30 : "Ma copine" et Noël ② (「クリスマスと彼女 ②, Kurisumasu to Kanojo 2) - Degré de satisfaction 31 : "Ma copine" et Noël ③ (「クリスマスと彼女 ③, Kurisumasu to Kanojo 3) - Degré de satisfaction 32 : "Ma copine" et l'autre copine (2人の彼女 ①, 2ri no Kanojo 1) |                   |                   |                   |                                                                          |
| 5 | 15 juin 2018      | 978-4-06-511621-0 | 14 janvier 2022   | 978-2-3831-6003-8                                                        |
| Liste des chapitres : - Degré de satisfaction 33 : "Ma copine et l'autre copine ②" (2人の彼女 ②, 2ri no Kanojo 2) - Degré de satisfaction 34 : "Ma copine et l'autre copine ③" (2人の彼女 ③, 2ri no Kanojo 3) - Degré de satisfaction 35 : "Ma copine et l'autre copine ④" (2人の彼女 ④, 2ri no Kanojo 4) - Degré de satisfaction 36 : "Ma copine et l'autre copine ⑤" (2人の彼女 ⑤, 2ri no Kanojo 5) - Degré de satisfaction 37 : "Ma copine et la poule mouillée ①" (友達の彼女, Tomodachi no kanojo) - Degré de satisfaction 38 : "Ma copine et la poule mouillée ②" (臆病者と彼女 ②, Okubyōmono to kanojo 2) - Degré de satisfaction 39 : "Ma copine et la poule mouillée ③" (臆病者と彼女 ③, Okubyōmono to kanojo 3) - Degré de satisfaction 40 : "Ma copine et la culotte" (彼女とパンツ, Kanojo to pantsu) - Degré de satisfaction 41 : "Ma copine et la promesse faite sur le balcon" (彼女とベランダの約束, Kanojo to beranda no yakusoku) |                   |                   |                   |                                                                          |
| 6 | 14 septembre 2018 | 978-4-06-512239-6 | 29 avril 2022     | 978-2-3831-6005-2                                                        |
| Liste des chapitres : - Degré de satisfaction 42 : "Ma copine" incompatible ① (不適合の彼女 ①, Futekigō no kanojo ①) - Degré de satisfaction 43 : "Ma copine" incompatible ② (不適合の彼女 ②, Futekigō no kanojo ②) - Degré de satisfaction 44 : "Ma copine" et la promesse faite sur le balcon ② (彼女とベランダの約束 ②, Kanojo to beranda no yakusoku 2) - Degré de satisfaction 45 : "Ma copine" et le moment des adieux ① (彼女と引き際, Kanojo to hikigiwa 1) - Degré de satisfaction 46 : "Ma copine" et le moment des adieux ② (彼女と引き際 ②, Kanojo to hikigiwa 2) - Degré de satisfaction 47 : Mon ex et "ma copine" ② (元カノと彼女 ②, Motokano to kanojo 2) - Degré de satisfaction 48 : Mon ex et "ma copine" ③ (元カノと彼女 ③, Motokano to Kanojo 3) - Degré de satisfaction 49 : "Ma copine" et ma déclaration (告白と彼女, Kokuhaku to kanojo) - Chapitre hors-série : Rent-A-Girlfriend x Senryû Shôjo (la jeune fille aux Senryûs) (番外編 彼女､お借りします×川柳少女, Bangai-hen kanojo, okarishimasu × senryū shōjo) |                   |                   |                   |                                                                          |
| 7 | 16 novembre 2018  | 978-4-06-512994-4 | 13 juillet 2022   | 978-2-38-316111-0 (édition standard) 978-2-38-316210-0 (édition limitée) |
| Liste des chapitres : - Degré de satisfaction 50 : "Ma copine" et son rêve ① (夢と彼女 ①, Yume to kanojo 1) - Degré de satisfaction 51 : "Ma copine" et son rêve ② (夢と彼女 ②, Yume to kanojo 2) - Degré de satisfaction 52 : "Ma copine" et son rêve ③ (夢と彼女 ③, Yume to kanojo 3) - Degré de satisfaction 53 : "Ma copine" et son rêve ③ (夢と彼女 ④, Yume to kanojo 4) - Degré de satisfaction 54 : Une journée dans le quotidien de Sumi Sakurasawa (番外編 桜沢墨かんさつにっき, Bangai-hen Sakurazawa Boku kan satsu ni kki) - Degré de satisfaction 55 : "Ma copine" et mon père (彼女と父親, Kanojo to chichioya) - Degré de satisfaction 56 : "Ma copine" Chizuru Ichinose ① (「彼女」、一ノ瀬ちづる, "Kanojo", Ichinose Chizuru) - Degré de satisfaction 57 : "Ma copine" Chizuru Ichinose ② (「彼女」、一ノ瀬ちづる②, "Kanojo", Ichinose Chizuru 2) - Degré de satisfaction 58 : "Ma copine" Chizuru Ichinose ③ (「彼女」、一ノ瀬ちづる③, "Kanojo", Ichinose Chizuru 3) |                   |                   |                   |                                                                          |
| 8 | 17 janvier 2019   | 978-4-06-513937-0 | 21 octobre 2022   | 978-2-38-316175-2                                                        |
| Liste des chapitres : - Degré de satisfaction 59 : 「彼女」、一ノ瀬ちづる④ ("Kanojo", Ichinose Chizuru 4) - Degré de satisfaction 60 : 「彼女」、一ノ瀬ちづる⑤ ("Kanojo", Ichinose Chizuru 5) - Degré de satisfaction 61 : 「彼女」、一ノ瀬ちづる⑥ ("Kanojo", Ichinose Chizuru 6) - Degré de satisfaction 62 : 夜と彼女① (Yoru to Kanojo 1) - Degré de satisfaction 63 : 夜と彼女② (Yoru to Kanojo 2) - Degré de satisfaction 64 : 夜と彼女③ (Yoru to Kanojo 3) - Degré de satisfaction 65 : 夜と彼女④ (Yoru to Kanojo 4) - Degré de satisfaction 66 : 誕生日と彼女① (Tanjōbi to Kanojo 1) - Degré de satisfaction 67 : 誕生日と彼女② (Tanjōbi to Kanojo 2) |                   |                   |                   |                                                                          |
| 9 | 15 mars 2019      | 978-4-06-514446-6 | 24 février 2023   | 978-2-38-316276-6                                                        |
| Liste des chapitres : - Degré de satisfaction 68 : 誕生日と彼女③ (Tanjōbi to Kanojo 3) - Degré de satisfaction 69 : 誕生日と彼女④ (Tanjōbi to Kanojo 4) - Degré de satisfaction 70 : 酒と彼女① (Sake to kanojo 1) - Degré de satisfaction 71 : 酒と彼女② (Sake to kanojo 2) - Degré de satisfaction 72 : 酒と彼女③ (Sake to Kanojo 3) - Degré de satisfaction 73 : 酒と彼女④ (Sake to Kanojo 4) - Degré de satisfaction 74 : 二日酔いと彼女 (Futsukayoi to kanojo) - Degré de satisfaction 75 : 元カノと仮カノ① (Moto kano to kari kano 1) - Degré de satisfaction 76 : 元カノと仮カノ② (Moto kano to kari kano 2) |                   |                   |                   |                                                                          |
| 10 | 17 mai 2019       | 978-4-06-515139-6 | 28 avril 2023     | 978-2-38-316368-8                                                        |
| Liste des chapitres : - Degré de satisfaction 77 : 元カノと彼女④ (Moto kano to kanojo 4) - Degré de satisfaction 78 : 彼女と夢のデート① (Kanojo to yume no dēto 1) - Degré de satisfaction 79 : 彼女と夢のデート② (Kanojo to yume no dēto 2) - Degré de satisfaction 80 : 彼女と夢のデート③ (Kanojo to yume no dēto 3) - Degré de satisfaction 81 : 彼女と夢のデート④ (Kanojo to yume no dēto 4) - Degré de satisfaction 82 : 彼女と夢のデート⑤ (Kanojo to yume no dēto 5) - Degré de satisfaction 83 : 彼女と実家とキス① (Kanojo to jikka to kisu 1) - Degré de satisfaction 84 : 彼女と実家とキス② (Kanojo to jikka to kisu 2) - Degré de satisfaction 85 : 彼女と実家とキス③ (Kanojo to jikka to kisu 3) |                   |                   |                   |                                                                          |
| 11 | 16 août 2019      | 978-4-06-515727-5 | 6 octobre 2023    | 978-2-38-316487-6                                                        |
| Liste des chapitres : - Degré de satisfaction 86 : 彼女と実家とキス④ (Kanojo to jikka to kisu 4) - Degré de satisfaction 87 : 彼女と実家とキス⑤ (Kanojo to jikka to kisu 5) - Degré de satisfaction 88 : 彼女と実家とキス⑥ (Kanojo to jikka to kisu 6) - Degré de satisfaction 89 : 彼女と実家とキス⑦ (Kanojo to jikka to kisu 7) - Degré de satisfaction 90 : 彼女と期限 (Kanojo to kigen (rimitto)) - Degré de satisfaction 91 : 彼女と期限リミット② (Kanojo to kigen (rimitto) 2) - Degré de satisfaction 92 : 彼女と僕にできること① (Kanojo to boku ni dekiru koto 1) - Degré de satisfaction 93 : 彼女と僕にできること② (Kanojo to boku ni dekiru koto 2) - Degré de satisfaction 94 : 彼女と僕にできること③ (Kanojo to boku ni dekiru koto 3) |                   |                   |                   |                                                                          |
| 12 | 17 octobre 2019   | 978-4-06-517162-2 | 22 mars 2024      | 978-2-38-316513-2                                                        |
| Liste des chapitres : - Degré de satisfaction 95 : 彼女と僕にできること④ (Kanojo to boku ni dekiru koto 4) - Degré de satisfaction 96 : 彼女と僕にできること⑤ (Kanojo to boku ni dekiru koto 5) - Degré de satisfaction 97 : 彼女と僕にできること⑥ (Kanojo to boku ni dekiru koto 6) - Degré de satisfaction 98 : 彼女と僕にできること⑦ (Kanojo to boku ni dekiru koto 7) - Degré de satisfaction 99 : 彼女と彼女にできること (Kanojo to kanojo ni dekiru koto) - Degré de satisfaction 100 : 「彼女」、水原千鶴② ("Kanojo", Mizuhara Chizuru 2) - Degré de satisfaction 101 : 「彼女」、水原千鶴③ ("Kanojo", Mizuhara Chizuru 3) - Degré de satisfaction 102 : 夢と彼女⑤ (Yume to kanojo 5) - Degré de satisfaction 103 : 夢と彼女と俺 (Yume to Kanojo to Ore) |                   |                   |                   |                                                                          |
| 13 | 17 décembre 2019  | 978-4-06-517546-0 | 19 septembre 2025 | 978-2-38-316598-9                                                        |
| Liste des chapitres : - Degré de satisfaction 104 : 割り勘と彼女 (Warikan to Kanojo) - Degré de satisfaction 105 : 隣の彼女② (Tonari no Kanojo 2) - Degré de satisfaction 106 : 隣の彼女③ (Tonari no Kanojo 3) - Degré de satisfaction 107 : 203と彼女 (203 to Kanojo) - Degré de satisfaction 108 : 203と彼女② (203 to Kanojo 2) - Degré de satisfaction 109 : オムライスと彼女 (Omuraisu to Kanojo) - Degré de satisfaction 110 : 203と彼女と彼女 (203 to Kanojo to Kanojo) - Degré de satisfaction 111 : 203と彼女と彼女② (203 to Kanojo to Kanojo 2) - Degré de satisfaction 112 : 彼と彼女 (Kare to Kanojo) |                   |                   |                   |                                                                          |
| 14 | 17 mars 2020      | 978-4-06-518556-8 | 19 septembre 2025 | 978-2-38-316733-4                                                        |
| Liste des chapitres : - Degré de satisfaction 113 : 隣の彼女 ④ (Tonari no Kanojo 4) - Degré de satisfaction 114 : 隣の彼女 ⑤ (Tonari no Kanojo 5) - Degré de satisfaction 115 : 隣の彼女 ⑥ (Tonari no Kanojo 6) - Degré de satisfaction 116 : 脚本と彼女 (Kyakuhon to Kanojo) - Degré de satisfaction 117 : 監督と彼女 (Kantoku to Kanojo) - Degré de satisfaction 118 : 彼女と彼女と彼女 (Kanojo to Kanojo to Kanojo) - Degré de satisfaction 119 : 彼女と彼女と彼女 ② (Kanojo to Kanojo to Kanojo 2) - Degré de satisfaction 120 : 彼女達とビラ配り (Kanojo-tachi to Birakubari) - Degré de satisfaction 121 : 彼女と２０４ (Kanojo to 204) |                   |                   |                   |                                                                          |
| 15 | 17 juin 2020      | 978-4-06-519178-1 | 19 septembre 2025 | 978-2-38-316799-0                                                        |
| Liste des chapitres : - Degré de satisfaction 122 : 彼女と２０４ ② (Kanojo to 204 2) - Degré de satisfaction 123 : 最終日彼女 ① (Saishū-bi to Kanojo 1) - Degré de satisfaction 124 : 最終日彼女 ② (Saishū-bi to Kanojo 2) - Degré de satisfaction 125 : 最終日彼女 ③ (Saishū-bi to Kanojo 3) - Degré de satisfaction 126 : 最終日彼女 ④ (Saishū-bi to Kanojo 4) - Degré de satisfaction 127 : 最終日彼女 ⑤ (Saishū-bi to Kanojo 5) - Degré de satisfaction 128 : 挨拶と彼女 (Aisatsu to Kanojo) - Degré de satisfaction 129 : 撮影と彼女① (Satsuei to Kanojo 1) - Degré de satisfaction 130 : 撮影と彼女② (Satsuei to Kanojo 2) |                   |                   |                   |                                                                          |
| 16 | 17 août 2020      | 978-4-06-520332-3 | 19 septembre 2025 | 978-2-38-670054-5                                                        |
| Liste des chapitres : - Degré de satisfaction 131 : 撮影と彼女③ (Satsuei to Kanojo 3) - Degré de satisfaction 132 : ラストシーンと彼女① (Rasuto Shīn to Kanojo 1) - Degré de satisfaction 133 : ラストシーンと彼女② (Rasuto Shīn to Kanojo 2) - Degré de satisfaction 134 : ラストシーンと彼女③ (Rasuto Shīn to Kanojo 3) - Degré de satisfaction 135 : ラストシーンと彼女④ (Rasuto Shīn to Kanojo 4) - Degré de satisfaction 136 : ラストシーンと彼女⑤ (Rasuto Shīn to Kanojo 5) - Degré de satisfaction 137 : ラストシーンと彼女⑥ (Rasuto Shīn to Kanojo 6) - Degré de satisfaction 138 : ラストシーンと彼女⑦ (Rasuto Shīn to Kanojo 7) - Degré de satisfaction 139 : 願い事と彼女① (Negai-goto to Kanojo 1) |                   |                   |                   |                                                                          |
| 17 | 17 septembre 2020 | 978-4-06-520600-3 | —                 |                                                                          |
| Liste des chapitres : - Degré de satisfaction 140 : 願い事と彼女② (Negai-goto to Kanojo 2) - Degré de satisfaction 141 : 願い事と彼女③ (Negai-goto to Kanojo 3) - Degré de satisfaction 142 : 願い事と彼女④ (Negai-goto to Kanojo 4) - Degré de satisfaction 143 : 彼女と芽 (Kanojo to Me) - Degré de satisfaction 144 : 和也と彼女 (Kazuya to Kanojo) - Degré de satisfaction 145 : 家族と彼女 ① (Kazoku to Kanojo 1) - Degré de satisfaction 146 : 家族と彼女 ② (Kazoku to Kanojo 2) - Degré de satisfaction 147 : 嘘と彼女 ① (Uso to Kanojo 1) - Degré de satisfaction 148 : 嘘と彼女 ② (Uso to Kanojo 2) |                   |                   |                   |                                                                          |
| 18 | 17 novembre 2020  | 978-4-06-521253-0 | —                 |                                                                          |
| Liste des chapitres : - Degré de satisfaction 149 : 夢と彼女と俺 (Yume to Kanojo to Ore) - Degré de satisfaction 150 : 嘘と彼女 ③ (Uso to Kanojo 3) - Degré de satisfaction 151 : 嘘と彼女 ④ (Uso to Kanojo 4) - Degré de satisfaction 152 : 嘘と彼女 ⑤ (Uso to Kanojo 5) - Degré de satisfaction 153 : お別れと彼女 (Owakare to Kanojo) - Degré de satisfaction 154 : 思いきりと彼女 (Omoikiri to Kanojo) - Degré de satisfaction 155 : 彼女と突発旅行 (Kanojo to Toppatsu Ryokō) - Degré de satisfaction 156 : 彼女と突発旅行② (Kanojo to Toppatsu Ryokō 2) - Degré de satisfaction 157 : 彼女と彼氏① (Kanojo to Kareshi 1) |                   |                   |                   |                                                                          |
| 19 | 17 février 2021   | 978-4-06-521641-5 | —                 |                                                                          |
| Liste des chapitres : - Degré de satisfaction 158 : 彼女と彼氏② (Kanojo to Kareshi 2) - Degré de satisfaction 159 : 彼女と彼氏③ (Kanojo to Kareshi 3) - Degré de satisfaction 160 : 彼女と彼氏④ (Kanojo to Kareshi 4) - Degré de satisfaction 161 : 彼女と彼氏⑤ (Kanojo to Kareshi 5) - Degré de satisfaction 162 : 彼女と彼氏⑥ (Kanojo to Kareshi 6) - Degré de satisfaction 163 : 彼女と彼氏⑦ (Kanojo to Kareshi 7) - Degré de satisfaction 164 : 彼女と彼氏⑧ (Kanojo to Kareshi 8) - Degré de satisfaction 165 : 彼女と涙① (Kanojo to Namida 1) - Degré de satisfaction 166 : 彼女と涙② (Kanojo to Namida 2) |                   |                   |                   |                                                                          |
| 20 | 16 avril 2021     | 978-4-06-522978-1 | —                 |                                                                          |
| Liste des chapitres : - Degré de satisfaction 167 : 上映会と彼女 (Jōei-kai to Kanojo) - Degré de satisfaction 168 : 彼と日常 (Kare to Nichijō) - Degré de satisfaction 169 : 温泉と仮カノ (Onsen to Karikano) - Degré de satisfaction 170 : 恋苦と彼女 (Renku to Kanojo) - Degré de satisfaction 171 : デート？と彼女 (Dēto? to Kanojo) - Degré de satisfaction 172 : デート？と彼かの女じょ② (Dēto? to Kanojo 2) - Degré de satisfaction 173 : 告白と彼女② (Kokuhaku to Kanojo 2) - Degré de satisfaction 174 : 告白と彼女③ (Kokuhaku to Kanojo 3) - Degré de satisfaction 175 : 溜め息と彼女 (Tameiki to Kanojo) |                   |                   |                   |                                                                          |
| 21 | 17 juin 2021      | 978-4-06-523582-9 | —                 |                                                                          |
| Liste des chapitres : - Degré de satisfaction 176 : 虎穴と彼女① (Koketsu to Kanojo 1) - Degré de satisfaction 177 : 虎穴と彼女② (Koketsu to Kanojo 2) - Degré de satisfaction 178 : 虎穴と彼女③ (Koketsu to Kanojo 3) - Degré de satisfaction 179 : 虎穴と彼女④ (Koketsu to Kanojo 4) - Degré de satisfaction 180 : 決意と彼女 (Ketsui to Kanojo) - Degré de satisfaction 181 : 決意と彼女② (Ketsui to Kanojo 2) - Degré de satisfaction 182 : 友達と彼女② (Tomodachi to Kanojo 2) - Degré de satisfaction 183 : 元カノと彼女⑤ (Moto Kano to Kanojo 5) - Degré de satisfaction 184 : その時と彼女 (Sono Toki to Kanojo) |                   |                   |                   |                                                                          |
| 22 | 17 août 2021      | 978-4-06-524487-6 | —                 |                                                                          |
| Liste des chapitres : - Degré de satisfaction 185 : 全力警備と彼女 (Zenryoku Keibi to Kanojo) - Degré de satisfaction 186 : NGと彼女 (NG to Kanojo) - Degré de satisfaction 187 : 仮カノと彼女 (Kari Kano to Kanojo) - Degré de satisfaction 188 : 楽園と彼女① (Rakuen to Kanojo 1) - Degré de satisfaction 189 : 楽園と彼女② (Rakuen to Kanojo 2) - Degré de satisfaction 190 : 楽園と彼女③ (Rakuen to Kanojo 3) - Degré de satisfaction 191 : 楽園と彼女④ (Rakuen to Kanojo 4) - Degré de satisfaction 192 : 楽園と彼女⑤ (Rakuen to Kanojo 5) - Degré de satisfaction 193 : 楽園と彼女⑥ (Rakuen to Kanojo 6) |                   |                   |                   |                                                                          |
| 23 | 15 octobre 2021   | 978-4-06-525140-9 | —                 |                                                                          |
| Liste des chapitres : - Degré de satisfaction 194 : 楽園と彼女⑦ (Rakuen to kanojo 7) - Degré de satisfaction 195 : 楽園と彼女⑧ (Rakuen to kanojo 8) - Degré de satisfaction 196 : 楽園と彼女⑨ (Rakuen to kanojo 9) - Degré de satisfaction 197 : 楽園と彼女⑩ (Rakuen to kanojo 10) - Degré de satisfaction 198 : 楽園と彼女⑪ (Rakuen to kanojo 11) - Degré de satisfaction 199 : 楽園と彼女⑫ (Rakuen to kanojo 12) - Degré de satisfaction 200 : 楽園と彼女⑬ (Rakuen to kanojo 13) - Degré de satisfaction 201 : 楽園と彼女⑭ (Rakuen to kanojo 14) - Degré de satisfaction 202 : 楽園と彼女⑮ (Rakuen to Kanojo 15) |                   |                   |                   |                                                                          |
| 24 | 17 décembre 2021  | 978-4-06-526285-6 | —                 |                                                                          |
| Liste des chapitres : - Degré de satisfaction 203 : 楽園と彼女⑯ (Rakuen to Kanojo 16) - Degré de satisfaction 204 : 楽園と彼女⑰ (Rakuen to Kanojo 17) - Degré de satisfaction 205 : 楽園と彼女⑱ (Rakuen to kanojo 18) - Degré de satisfaction 206 : 楽園と彼女⑱ (Rakuen to kanojo 19) - Degré de satisfaction 207 : 楽園と彼女⑳ (Rakuen to kanojo 20) - Degré de satisfaction 208 : 楽園と彼女㉑ (Rakuen to kanojo 21) - Degré de satisfaction 209 : 楽園と彼女㉒ (Rakuen to kanojo 22) - Degré de satisfaction 210 : 楽園と彼女㉓ (Rakuen to kanojo 23) - Degré de satisfaction 211 : 楽園と彼女㉔ (Rakuen to Kanojo 24) |                   |                   |                   |                                                                          |
| 25 | 17 février 2022   | 978-4-06-526894-0 | —                 |                                                                          |
| Liste des chapitres : - Degré de satisfaction 212 : 楽園と彼女 ㉕ (Rakuen to Kanojo ㉕) - Degré de satisfaction 213 : 楽園と彼女 ㉖ (Rakuen no Kanojo ㉖) - Degré de satisfaction 214 : 楽園と彼女 ㉗ (Rakuen no Kanojo ㉗) - Degré de satisfaction 215 : 「元カノ」、七海麻美 ② (Motokano, Nanami Mami ②) - Degré de satisfaction 216 : 楽園と彼女 ㉘ (Rakuen to Kanojo ㉘) - Degré de satisfaction 217 : 楽園と彼女 ㉙ (Rakuen to Kanojo ㉙) - Degré de satisfaction 218 : 楽園と彼女 ㉚ (Rakuen to Kanonjo ㉚) - Degré de satisfaction 219 : 楽園と彼女 ㉛ (Rakuen to Kanojo ㉛) - Degré de satisfaction 220 : 楽園と彼女 ㉜ (Rakuen to Kanojo ㉜) |                   |                   |                   |                                                                          |
| 26 | 17 mai 2022       | 978-4-06-527923-6 | —                 |                                                                          |
| Liste des chapitres : - Degré de satisfaction 221 : 楽園と彼女 ㉝ (Rakuen to Kanojo ㉝) - Degré de satisfaction 222 : 楽園と彼女 ㉞ (Rakuen to Kanojo ㉞) - Degré de satisfaction 223 : 楽園と彼女 ㉟ (Rakuen to Kanojo ㉟) - Degré de satisfaction 224 : 楽園と彼女 ㊱ (Rakuen to Kanojo ㊱) - Degré de satisfaction 225 : 楽園と彼女 ㊲ (Rakuen to Kanojo ㊲) - Degré de satisfaction 226 : 楽園と彼女 ㊳ (Rakuen to Kanojo ㊳) - Degré de satisfaction 227 : 楽園と彼女 ㊴ (Rakuen to Kanojo ㊴) - Degré de satisfaction 228 : 楽園と彼女 ㊵ (Rakuen to Kanojo ㊵) |                   |                   |                   |                                                                          |
| 27 | 15 juillet 2022   | 978-4-06-528497-1 | —                 |                                                                          |
| Liste des chapitres : - Degré de satisfaction 229 : 楽園と彼女 ㊶ (Rakuen to Kanojo ㊶) - Degré de satisfaction 230 : 楽園と彼女 ㊷ (Rakuen to Kanojo ㊷) - Degré de satisfaction 231 : 楽園と彼女（終） (Rakuen to Kanojo (tsui)) - Degré de satisfaction 232 : キスと彼女 ① (Kisu to Kanojo ①) - Degré de satisfaction 233 : キスと彼女 ② (Kisu to Kanojo ②) - Degré de satisfaction 234 : キスと彼女 ③ (Kisu to Kanojo ③) - Degré de satisfaction 235 : キスと彼女 ④ (Kisu to Kanojo ④) - Degré de satisfaction 236 : キスと彼女 ⑤ (Kisu to Kanojo ⑤) - Degré de satisfaction 237 : キスと彼女 ⑥ (Kisu to Kanojo ⑥) |                   |                   |                   |                                                                          |
| 28 | 16 septembre 2022 | 978-4-06-529128-3 | —                 |                                                                          |
| Liste des chapitres : - Degré de satisfaction 238 : キスと彼女 ⑦ (Kisu to Kanojo ⑦) - Degré de satisfaction 239 : キスと彼女 ⑧ (Kisu to Kanojo ⑧) - Degré de satisfaction 240 : 調査と彼女 ① (Chōsa to Kanojo ①) - Degré de satisfaction 241 : 調査と彼女 ② (Chōsa to Kanojo ②) - Degré de satisfaction 242 : 調査と彼女 ③ (Chōsa to Kanojo ③) - Degré de satisfaction 243 : ブラと彼女 (Bura to Kanojo) - Degré de satisfaction 244 : LINE(文通)と彼女 (LINE (Buntsū) to Kanojo) - Degré de satisfaction 245 : 育った家と彼女① (Sodatta ie to Kanojo ①) - Degré de satisfaction 246 : 育った家と彼女② (Sodatta ie to Kanojo ②) |                   |                   |                   |                                                                          |
| 29 | 16 décembre 2022  | 978-4-06-529936-4 | —                 |                                                                          |
| Liste des chapitres : - Degré de satisfaction 247 : 育った家と彼女③ (Sodatta ie to Kanojo ③) - Degré de satisfaction 248 : 育った家と彼女④ (Sodatta ie to Kanojo ④) - Degré de satisfaction 249 : 引っ越しと彼女① (Hikkoshi to Kanojo ①) - Degré de satisfaction 250 : 引っ越しと彼女② (Hikkoshi to Kanojo ②) - Degré de satisfaction 251 : 引っ越しと彼女③ (Hikkoshi to Kanojo ③) - Degré de satisfaction 252 : 引っ越しと彼女④ (Hikkoshi to Kanojo ④) - Degré de satisfaction 253 : 引っ越しと彼女⑤ (Hikkoshi to Kanojo ⑤) - Degré de satisfaction 254 : 引っ越しと彼女⑥ (Hikkoshi to Kanojo ⑥) - Degré de satisfaction 255 : 引っ越しと彼女⑦ (Hikkoshi to Kanojo ⑦) |                   |                   |                   |                                                                          |
| 30 | 17 février 2023   | 978-4-06-530643-7 | —                 |                                                                          |
| Liste des chapitres : - Degré de satisfaction 256 : 彼女と一つ屋根の下① (Kanojo to Hitotsu Yane no Shimo ①) - Degré de satisfaction 257 : 彼女と一つ屋根の下② (Kanojo to Hitotsu Yane no Shimo ②) - Degré de satisfaction 258 : バスと彼女 (Basu to Kanojo) - Degré de satisfaction 259 : バスと彼女② (Basu to Kanojo ②) - Degré de satisfaction 260 : 洗面台と彼女 (Senmendai to Kanojo) - Degré de satisfaction 261 : 猫と彼女 (Neko to Kanojo) - Degré de satisfaction 262 : 誕生日と彼女 2 ① (Tanjōbi to Kanojo 2 ①) - Degré de satisfaction 263 : お手洗いと彼女 (Otearai to Kanojo) - Degré de satisfaction 264 : 包帯と彼女 (Hōtai to Kanojo) |                   |                   |                   |                                                                          |
| 31 | 17 mai 2023       | 978-4-06-531573-6 | —                 |                                                                          |
| Liste des chapitres : - Degré de satisfaction 265 : 誕生日と彼女2 ② (Tanjōbi to Kanojo 2 ②) - Degré de satisfaction 266 : 誕生日と彼女2 ③ (Tanjōbi to Kanojo 2 ③) - Degré de satisfaction 267 : 誕生日と彼女2 ④ (Tanjōbi to Kanojo 2 ④) - Degré de satisfaction 268 : 誕生日と彼女2 ⑤ (Tanjōbi to Kanojo 2 ⑤) - Degré de satisfaction 269 : 誕生日と彼女2 ⑥ (Tanjōbi to Kanojo 2 ⑥) - Degré de satisfaction 270 : 誕生日と彼女2 ⑦ (Tanjōbi to Kanojo 2 ⑦) - Degré de satisfaction 271 : 誕生日と彼女2 ⑧ (Tanjōbi to Kanojo 2 ⑧) - Degré de satisfaction 272 : 進捗と彼女 (Shinchoku to Kanojo) - Degré de satisfaction 273 : 丸裸と彼女 (Maruhadaka to Kanojo) |                   |                   |                   |                                                                          |
| 32 | 14 juillet 2023   | 978-4-06-532184-3 | —                 |                                                                          |
| Liste des chapitres : - Degré de satisfaction 274 : 彼女と一つ屋根の下 ③ (Kanojo to Hitotsu Yane no Shimo ③) - Degré de satisfaction 275 : 彼女と一つ屋根の下 ④ (Kanojo to Hitotsu Yane no Shimo ④) - Degré de satisfaction 276 : 彼女と一つ屋根の下 ⑤ (Kanojo to Hitotsu Yane no Shimo ⑤) - Degré de satisfaction 277 : 彼女と買い物 ① (Kanojo to Kaimono ①) - Degré de satisfaction 278 : 彼女と買い物 ② (Kanojo to Kaimono ②) - Degré de satisfaction 279 : 彼女と買い物 ③ (Kanojo to Kaimono ③) - Degré de satisfaction 280 : 彼女と買い物 ④ (Kanojo to Kaimono ④) - Degré de satisfaction 281 : 彼女と蜘蛛 (Kanojo to Kumo) - Degré de satisfaction 282 : 彼女と夜のコンビニ (Kanojo to Yoru no Konbini) |                   |                   |                   |                                                                          |
| 33 | 14 septembre 2023 | 978-4-06-532893-4 | —                 |                                                                          |
| Liste des chapitres : - Degré de satisfaction 283 : "和也" ("Kazuya") - Degré de satisfaction 284 : 彼女とレクリエーション (Kanojo to Rekuriēshon) - Degré de satisfaction 285 : 彼女とレクリエーション ② (Kanojo to Rekuriēshon ②) - Degré de satisfaction 286 : 彼女とレクリエーション ③ (Kanojo to Rekuriēshon ③) - Degré de satisfaction 287 : 彼女と彼女の友達 ① (Kanojo to Kanojo no Tomodachi ①) - Degré de satisfaction 288 : 彼女と彼女の友達 ② (Kanojo to Kanojo no Tomodachi ②) - Degré de satisfaction 289 : 彼女と彼女の友達 ③ (Kanojo to Kanojo no Tomodachi ③) - Degré de satisfaction 290 : お出掛けと彼女 ① (O Degake to Kanojo ①) - Degré de satisfaction 291 : お出掛けと彼女 ② (O degake to kanojo ②) |                   |                   |                   |                                                                          |
| 34 | 16 novembre 2023  | 978-4-06-533553-6 | —                 |                                                                          |
| Liste des chapitres : - Degré de satisfaction 292 : こどもと彼女 ① (Kodomo to kanojo ①) - Degré de satisfaction 293 : こどもと彼女 ② (Kodomo to kanojo ②) - Degré de satisfaction 294 : こどもと彼女 ③ (Kodomo to kanojo ③) - Degré de satisfaction 295 : こどもと彼女 ④ (Kodomo to kanojo ④) - Degré de satisfaction 296 : こどもと彼女 ⑤ (Kodomo to kanojo ⑤) - Degré de satisfaction 297 : 調査と彼女 ④ (Chōsa to kanojo ④) - Degré de satisfaction 298 : 彼女とボディタッチ (Kanojo to boditatchi) - Degré de satisfaction 299 : 洗濯物と彼女 (Sentakubutsu to kanojo) - Degré de satisfaction 300 : 糸と彼女 (Ito to kanojo) |                   |                   |                   |                                                                          |
| 35 | 16 février 2024   | 978-4-06-534568-9 | —                 |                                                                          |
| Liste des chapitres : - Degré de satisfaction 301 : 糸と彼女 ② (Ito to kanojo ②) - Degré de satisfaction 302 : 糸と彼女 ③ (Ito to kanojo ③) - Degré de satisfaction 303 : 友達と彼女 ③ (Tomodachi to kanojo ③) - Degré de satisfaction 304 : アレと彼女 ① (Are to kanojo ①) - Degré de satisfaction 305 : アレと彼女 ② (Are to kanojo ②) - Degré de satisfaction 306 : アレと彼女 ③ (Are to kanojo ③) - Degré de satisfaction 307 : レンカノと彼女 ① (Renkano to kanojo ①) - Degré de satisfaction 308 : レンカノと彼女 ② (Renkano to kanojo ②) - Degré de satisfaction 309 : レンカノと彼女 ③ (Renkano to kanojo ③) |                   |                   |                   |                                                                          |
| 36 | 17 avril 2024     | 978-4-06-535136-9 | —                 |                                                                          |
| Liste des chapitres : - Degré de satisfaction 310 : コスプレと彼女 ① (Kosupure to kanojo ①) - Degré de satisfaction 311 : コスプレと彼女 ② (Kosupure to kanojo ②) - Degré de satisfaction 312 : コスプレと彼女 ③ (Kosupure to kanojo ③) - Degré de satisfaction 313 : コスプレと彼女 ④ (Kosupure to kanojo ④) - Degré de satisfaction 314 : お誘いと彼女 (Osasoi to kanojo) - Degré de satisfaction 315 : お誘いと彼女 ② (Osasoi to kanojo ②) - Degré de satisfaction 316 : お誘いと彼女 ③ (Osasoi to kanojo ③) - Degré de satisfaction 317 : スケジュールと彼女 (Sukejūru to kanojo) - Degré de satisfaction 318 : 黒子（ほくろ）と彼女 (Kuroko (hokuro) to kanojo) |                   |                   |                   |                                                                          |
| 37 | 17 juillet 2024   | 978-4-06-536161-0 | —                 |                                                                          |
| Liste des chapitres : - Degré de satisfaction 319 : 悩みと彼女 (Nayami to kanojo) - Degré de satisfaction 320 : 球と彼女 (Kyū to kanojo) - Degré de satisfaction 321 : デートと彼 (Dēto to kare) - Degré de satisfaction 322 : デートと彼 ② (Dēto to kare ②) - Degré de satisfaction 323 : デートと彼 ③ (Dēto to kare ③) - Degré de satisfaction 324 : デートと彼 ④ (Dēto to kare ④) - Degré de satisfaction 325 : デートと彼 ⑤ (Dēto to kare ⑤) - Degré de satisfaction 326 : デートと彼 ⑥ (Dēto to kare ⑥) - Degré de satisfaction 327 : デートと彼 ⑦ (Dēto to kare ⑦) |                   |                   |                   |                                                                          |
| 38 | 17 octobre 2024   | 978-4-06-537133-6 | —                 |                                                                          |
| Liste des chapitres : - Degré de satisfaction 328 : デートと彼 ⑧ (Dēto to kare ⑧) - Degré de satisfaction 329 : デートと彼 ⑨ (Dēto to kare ⑨) - Degré de satisfaction 330 : デートと彼 ⑩ (Dēto to kare ⑩) - Degré de satisfaction 331 : デートと彼 ⑪ (Dēto to kare ⑪) - Degré de satisfaction 332 : デートと彼 ⑫ (Dēto to kare ⑫) - Degré de satisfaction 333 : デートと彼 ⑬ (Dēto to kare ⑬) - Degré de satisfaction 334 : デートと彼 ⑭ (Dēto to kare ⑭) - Degré de satisfaction 335 : デートと彼 ⑮ (Dēto to kare ⑮) - Degré de satisfaction 336 : デートと彼 ⑯ (Dēto to kare ⑯) |                   |                   |                   |                                                                          |
| 39 | 17 janvier 2025   | 978-4-06-538062-8 | —                 |                                                                          |
| Liste des chapitres : - Degré de satisfaction 337 : デートと彼 ⑰ (Dēto to kare ⑰) - Degré de satisfaction 338 : デートと彼 ⑱ (Dēto to kare ⑱) - Degré de satisfaction 339 : デートと彼 ⑲ (Dēto to kare ⑲) - Degré de satisfaction 340 : デートと彼 ⑳ (Dēto to kare ⑳) - Degré de satisfaction 341 : デートと彼 ㉑ (Dēto to kare ㉑) - Degré de satisfaction 342 : デートと彼 ㉒ (Dēto to kare ㉒) - Degré de satisfaction 343 : デートと彼 ㉓ (Dēto to kare ㉓) - Degré de satisfaction 344 : デートと彼 ㉔ (Dēto to kare ㉔) - Degré de satisfaction 345 : 残りの日々と彼女 (Nokori no hibi to kanojo) |                   |                   |                   |                                                                          |
| 40 | 16 avril 2025     | 978-4-06-539099-3 | —                 |                                                                          |
| Liste des chapitres : - Degré de satisfaction 346 : 名前と彼女 (Namae to kanojo) - Degré de satisfaction 347 : 秘密と彼女 (Himitsu to kanojo) - Degré de satisfaction 348 : 秘密と彼女 ② (Himitsu to kanojo ②) - Degré de satisfaction 349 : 目標と彼女 (Mokuhyō to kanojo) - Degré de satisfaction 350 : 彼女と2日前 (Kanojo to futsuka mae) - Degré de satisfaction 351 : 前日と彼 (Zenjitsu to kare) - Degré de satisfaction 352 : 恋心と彼女 ① (Koigokoro to kanojo ①) - Degré de satisfaction 353 : 恋心と彼女 ② (Koigokoro to kanojo ②) - Degré de satisfaction 354 : 恋心と彼女 ③ (Koigokoro to kanojo ③) |                   |                   |                   |                                                                          |
| 41 | 16 juillet 2025   | 978-4-06-540007-4 | —                 |                                                                          |
| Liste des chapitres : - Degré de satisfaction 355 : 恋心と彼女 ④ (Koigokoro to kanojo ④) - Degré de satisfaction 356 : 恋心と彼女 ⑤ (Koigokoro to kanojo ⑤) - Degré de satisfaction 357 : 恋心と彼女 ⑥ (Koigokoro to kanojo ⑥) - Degré de satisfaction 358 : 恋心と彼女 ⑦ (Koigokoro to kanojo ⑦) - Degré de satisfaction 359 : 恋心と彼女 ⑧ (Koigokoro to kanojo ⑧) - Degré de satisfaction 360 : 恋心と彼女 ⑨ (Koigokoro to kanojo ⑨) - Degré de satisfaction 361 : 恋心と彼女 ⑩ (Koigokoro to kanojo ⑩) - Degré de satisfaction 362 : 恋心と彼女 ⑪ (Koigokoro to kanojo ⑪) - Degré de satisfaction 363 : 恋心と彼女 ⑫ (Koigokoro to kanojo ⑫) |                   |                   |                   |                                                                          |
| 42 | 17 septembre 2025 | 978-4-06-540007-4 | —                 |                                                                          |
| — |                   |                   |                   |                                                                          |
| Liste des chapitres : - Degré de satisfaction 364 : 恋心と彼女 ⑬ (Koigokoro to kanojo ⑬) - Degré de satisfaction 365 : 恋心と彼女 ⑭ (Koigokoro to kanojo ⑭) - Degré de satisfaction 366 : 恋心と彼女 ⑮ (Koigokoro to kanojo ⑮) - Degré de satisfaction 367 : 恋心と彼女 ⑯ (Koigokoro to kanojo ⑯) - Degré de satisfaction 368 : 恋心と彼女 ⑰ (Koigokoro to kanojo ⑰) - Degré de satisfaction 369 : 恋心と彼女 ⑱ (Koigokoro to kanojo ⑱) - Degré de satisfaction 370 : 恋心と彼女 ⑲ (Koigokoro to kanojo ⑲) - Degré de satisfaction 371 : 恋心と彼女 ⑳ (Koigokoro to kanojo ⑳) - Degré de satisfaction 372 : 恋心と彼女 ㉑ (Koigokoro to kanojo ㉑) - Degré de satisfaction 373 : 恋心と彼女 ㉒ (Koigokoro to kanojo ㉒) - Degré de satisfaction 374 : 恋心と彼女 ㉓ (Koigokoro to kanojo ㉓) - Degré de satisfaction 375 : 恋心と彼女 ㉔ (Koigokoro to kanojo ㉔) - Degré de satisfaction 376 : 恋心と彼女 ㉕ (Koigokoro to kanojo ㉕) - Degré de satisfaction 377 : 恋心と彼女 ㉖ (Koigokoro to kanojo ㉖) - Degré de satisfaction 378 : 恋心と彼女 ㉗ (Koigokoro to kanojo ㉗) - Degré de satisfaction 379 : 恋心と彼女 ㉘ (Koigokoro to kanojo ㉘) - Degré de satisfaction 380 : 恋心と彼女 ㉙ (Koigokoro to kanojo ㉙) - Degré de satisfaction 381 : 恋心と彼女 ㉚ (Koigokoro to kanojo ㉚) - Degré de satisfaction 382 : 恋心と彼女 ㉛ (Koigokoro to kanojo ㉛) - Degré de satisfaction 383 : 恋心と彼女 ㉜ (Koigokoro to kanojo ㉜) - Degré de satisfaction 384 : 別れ際と彼女 ① (Wakaregiwa to Kanojo ①) - Degré de satisfaction 385 : 別れ際と彼女 ② (Wakaregiwa to Kanojo ②) - Degré de satisfaction 386 : そのキスと彼 (Sono Kisu to Kare) - Degré de satisfaction 387 : そのキスと彼女 (Sono Kisu to Kanojo) - Degré de satisfaction 388 : そのキスと2人 (Sono Kisu to Futari) - Degré de satisfaction 389 : 運命の日と彼女① (Unmei no Hi to Kanojo 1) |                   |                   |                   |                                                                          |

##### Shy Girlfriend
| no | Japonais          | Japonais          | Français       | Français          |
| no | Date de sortie    | ISBN              | Date de sortie | ISBN              |
| --- | ----------------- | ----------------- | -------------- | ----------------- |
| 1 | 17 septembre 2020 | 978-4-06-520602-7 | 20 mai 2022    | 978-2-3831-6032-8 |
| Liste des chapitres : - Chapitre 1 : 墨とドーナツ (Sumi to Dōnatsu) - Chapitre 2 : 墨と仕事 (Sumi to shigoto) - Chapitre 3 : 墨と先輩 (Sumi to senpai) - Chapitre 4 : 墨と落とし物 (Sumi to otoshimono) - Chapitre 5 : 墨と香織 (Sumi to Kaori) - Chapitre 6 : 墨と涙 (Sumi to namida) |                   |                   |                |                   |
| 2 | 17 février 2021   | 978-4-06-522069-6 | 28 avril 2023  | 978-2-3831-6323-7 |
| Liste des chapitres : - Chapitre 7 : 墨とカズヤ君① (Sumi to Kazuya-kun 1) - Chapitre 8 : 墨とカズヤ君② (Sumi to Kazuya-kun 2) - Chapitre 9 : 墨とカズヤ君のお友達 (Sumi to Kazuya-kun no o tomodachi) - Chapitre 10 : 墨と回転寿司 (Sumi to kaiten sushi) - Chapitre 11 : 墨と撮影 (Sumi to satsuei) - Chapitre 12 : 墨と犬の散歩 (Sumi to inu no sanpo) - Chapitre 13 : 墨と彼氏 (Sumi to kareshi) |                   |                   |                |                   |
| 3 | 17 mai 2022       | 978-4-06-525145-4 | —              |                   |
| Liste des chapitres : - Chapitre 14 : 墨と彼氏 ② (Sumi to kareshi 2) - Chapitre 15 : 墨とラーメン (Sumi to rāmen) - Chapitre 16 : 墨とネイルサロン (Sumi to neirusaron) - Chapitre 17 : 墨と彼氏 ③ (Sumi to kareshi 3) - Chapitre 18 : 墨とキュアキュア (Sumi to kyuakyua) - Chapitre 19 : 墨とキュアキュア ② (Sumi to kyuakyua 2)                                                                  |                   |                   |                |                   |

### Anime
En décembre 2019, une adaptation en une série télévisée d'animation a été annoncée pour juillet 2020 avec l'ouverture d'un site dédié,. Celle-ci est réalisée par Kazuomi Koga et écrite par Mitsutaka Hirota au sein du studio TMS Entertainment, avec les character designs de Kanna Hirayama et d'une bande originale composée par HYADAIN (Kenichi Maeyamada),. Elle est diffusée pour la première fois au Japon entre le 11 juillet et le 26 septembre 2020 dans la case horaire sur Super Animeism sur MBS et TBS, et sur 26 autres chaînes télévisées,. Douze épisodes composent la série, répartis dans quatre coffrets Blu-ray/DVD.
La chanson de l'opening, intitulée Centimeter (センチメートル, Senchimētoru), est réalisée par le groupe the peggies,. halca interprète les chansons des ending, dont la chanson principale s'intitule Kokuhaku Bungee Jump (告白バンジージャンプ, Kokuhaku Banjī Janpu), tandis que celle utilisée pour le 7e épisode est FIRST DROP.
Crunchyroll diffuse la série en simulcast dans le monde entier, excepté en Asie sous le titre Rent-A-Girlfriend. Depuis le 22 juillet 2022, la plateforme diffuse également une version doublée en français de la série réalisée par le studio de doublage Time-Line Factory, sous la direction artistique de Jérémy Zylberberg,,, avec des dialogues adaptés par Amelie Marriq; la plateforme Anime Digital Network diffuse également en streaming la série dans les pays européens francophones. En Asie du Sud-Est, Muse Communication détient la licence de la série et la diffuse sur le service de streaming iQiyi. En Chine continentale, la série est diffusée sur AcFun (zh) tandis que bilibili la diffuse à Hong Kong, Macao et Taiwan.
Le 26 septembre 2020, la production d'une deuxième saison est annoncée après la diffusion du dernier épisode de la première saison,. Elle est diffusée entre le 2 juillet et le 17 septembre 2022,,.
La chanson de l'opening de la deuxième saison, intitulée Secret Love Heart (ヒミツ恋ゴコロ, Himitsu Koi-Gokoro), est réalisée par le groupe HoneyWorks en collaboration avec la chanteuse CHICO, l'ending intitulée Unspeakable (言えない, Ienai) est quant à lui interprété par MIMiNARI en featuring d'asmi.
Le 16 septembre 2022, une troisième saison de l'animé est annoncée,, celle-ci est prévu pour juillet 2023 avec Shinya Une remplaçant Kazuomi Koga en tant que réalisateur. La série est diffusée du 8 juillet 2023 au 30 septembre 2023 sur MBS et TBS au Japon,.
La chanson de l'opening de la troisième saison, intitulée Renai Miri Film (恋愛ミリフィルム), est réalisée par Halca tandis que l'ending intitulée End Roll (エンドロール) est quant à lui interprété par Amber's.
Le 11 juillet 2024, une quatrième saison a été annoncée. Elle serait en deux parties et a été annoncée pour 2025. Le premier épisode sort officiellement le 1 juillet 2025.  
La chanson de l'opening de la première partie de la quatrième saison s'intitule Umitsuki  et est interprété par ClariS tandis que l'ending s'intitule Boku no Vega (ぼくのベガ) et est interprété par Regal Lily.  

#### Saison 1 (2020)
| No                               | Titre français                        | Titre japonais              | Titre japonais                    | Date de 1re diffusion |
| No                               | Titre français                        | Kanji                       | Rōmaji                            | Date de 1re diffusion |
| -------------------------------- | ------------------------------------- | --------------------------- | --------------------------------- | --------------------- |
| 1                                | Petite amie à louer                   | レンタル彼女 -レンカノ-     | Rentaru kanojo - Renkano -        | 11 juillet 2020       |
| [Chapitres 1-2]                  |                                       |                             |                                   |                       |
| 2                                | Mon ex et ma copine                   | 元カノと彼女 -モトカノ-     | Moto Kano to kanojo - Motokano -  | 18 juillet 2020       |
| [Chapitres 2-3-4-5]              |                                       |                             |                                   |                       |
| 3                                | L'Océan et ma copine                  | 海と彼女 -ナツカノ-         | Umi to kanojo - Natsukano -       | 25 juillet 2020       |
| [Chapitres 6-7-8-9-10]           |                                       |                             |                                   |                       |
| 4                                | Mon pote et ma petite amie            | 友達と彼女 -マサカノ-       | Tomodachi to kanojo - Masakano -  | 1er août 2020         |
| [Chapitres 11-12-13-14]          |                                       |                             |                                   |                       |
| 5                                | Les Sources chaudes et ma petite amie | 温泉と彼女 -イマカノ-       | Onsen to kanojo - Imakano -       | 8 août 2020           |
| [Chapitres 14-15-16-17-18]       |                                       |                             |                                   |                       |
| 6                                | Sa copine et ma petite amie           | 彼女と彼女 -カノカノ-       | Kanojo to kanojo - Kanokano -     | 15 août 2020          |
| [Chapitres 19-20-21-22]          |                                       |                             |                                   |                       |
| 7                                | Ma petite amie et sa copine           | 仮カノと彼女 -カリカノ-     | Kari Kano to kanojo - Karikano -  | 22 août 2020          |
| [Chapitres 23-24-25-26-27-28]    |                                       |                             |                                   |                       |
| 8                                | Noël et ma petite amie                | クリスマスと彼女 -クリカノ- | Kurisumasu to Kanojo - Kurikano - | 29 août 2020          |
| [Chapitres 29-30-31]             |                                       |                             |                                   |                       |
| 9                                | Le Mensonge et ma copine              | 嘘と彼女                    | Uso to kanojo - Usokano -         | 5 septembre 2020      |
| [Chapitres 32-33-34-35-36-37]    |                                       |                             |                                   |                       |
| 10                               | La Petite Amie de mon pote            | 友達の彼女 -トモカノ-       | Tomodachi no kanojo - Tomokano -  | 12 septembre 2020     |
| [Chapitres 37-38-39-41]          |                                       |                             |                                   |                       |
| 11                               | La Vérité et ma petite amie           | 真実と彼女 -シンカノ-       | Shinjitsu to kanojo - Shinkano -  | 19 septembre 2020     |
| [Chapitres 40-41-42-43-44-45-54] |                                       |                             |                                   |                       |
| 12                               | La Déclaration et ma copine           | 告白と彼女 -コクカノ-       | Kokuhaku to kanojo - Kokukano -   | 26 septembre 2020     |
| [Chapitres 46-47-48-49-50]       |                                       |                             |                                   |                       |

#### Saison 2 (2022)
| No                               | Titre français                   | Titre japonais   | Titre japonais       | Date de 1re diffusion |
| No                               | Titre français                   | Kanji            | Rōmaji               | Date de 1re diffusion |
| -------------------------------- | -------------------------------- | ---------------- | -------------------- | --------------------- |
| 13 (1)                           | Ma petite amie et son rêve       | 夢と彼女         | Yume to kanojo       | 2 juillet 2022        |
| [Chapitres 51-52-53]             |                                  |                  |                      |                       |
| 14 (2)                           | Ma petite amie habituelle        | いつもの彼女     | Itsumo no kanojo     | 9 juillet 2022        |
| [Chapitres 56-57-58]             |                                  |                  |                      |                       |
| 15 (3)                           | Le retour de mon ex              | 再来の彼女       | Sairai no kanojo     | 16 juillet 2022       |
| [Chapitres 59-60-61-62]          |                                  |                  |                      |                       |
| 16 (4)                           | La nuit et ma petite amie        | 夜と彼女         | Yoru to Kanojo       | 23 juillet 2022       |
| [Chapitres 62-63-64-65]          |                                  |                  |                      |                       |
| 17 (5)                           | L'anniversaire et ma petite amie | 誕生日と彼女     | Tanjōbi to Kanojo    | 30 juillet 2022       |
| [Chapitres 66-67-68-69]          |                                  |                  |                      |                       |
| 18 (6)                           | L'alcool et ma petite amie       | 酒と彼女         | Sake to Kanojo       | 6 août 2022           |
| [Chapitres 70-71-72-73]          |                                  |                  |                      |                       |
| 19 (7)                           | Mon ex et ma copine              | 元カノとカノジョ | Moto Kano to Kanojo  | 13 août 2022          |
| [Chapitres 74-75-76-77]          |                                  |                  |                      |                       |
| 20 (8)                           | La jeunesse et ma petite amie    | 青春と彼女       | Seishun to Kanojo    | 20 août 2022          |
| [Chapitres 78-79-80-81-82]       |                                  |                  |                      |                       |
| 21 (9)                           | Le baiser et ma copine           | キスと彼女       | Kisu to Kanojo       | 27 août 2022          |
| [Chapitres 83-84-85-86-87]       |                                  |                  |                      |                       |
| 22 (10)                          | La bague et ma copine            | 指輪と彼女       | Yubiwa to Kanojo     | 3 septembre 2022      |
| [Chapitres 88-89-90-91-92]       |                                  |                  |                      |                       |
| 23 (11)                          | Le chouchoutage et ma copine     | お饗しと彼女     | Omotenashi to Kanojo | 10 septembre 2022     |
| [Chapitres 93-94-95-96-97-98-99] |                                  |                  |                      |                       |
| 24 (12)                          | Ma petite amie et moi            | 彼女と俺)        | Kanojo to Ore        | 17 septembre 2022     |
| [Chapitres 99-100-101-102-103]   |                                  |                  |                      |                       |

#### Saison 3 (2023)
| No                                       | Titre français                          | Titre japonais     | Titre japonais           | Date de 1re diffusion |
| No                                       | Titre français                          | Kanji              | Rōmaji                   | Date de 1re diffusion |
| ---------------------------------------- | --------------------------------------- | ------------------ | ------------------------ | --------------------- |
| 25 (1)                                   | Ma copine et sa cuisine maison          | 手料理と彼女       | Teryōri to kanojo        | 8 juillet 2023        |
| [Chapitres 105-106-107-108-109]          |                                         |                    |                          |                       |
| 26 (2)                                   | Ma voisine de palier                    | 隣室の彼女         | Rinshitsu no kanojo      | 15 juillet 2023       |
| [Chapitres 110-111-112-113-114-115]      |                                         |                    |                          |                       |
| 27 (3)                                   | L'experte et ma petite amie             | 経験者と彼女       | Keikensha to kanojo      | 22 juillet 2023       |
| [Chapitres 116-117-118-119-120-121-122]  |                                         |                    |                          |                       |
| 28 (4)                                   | La date limite et ma petite amie        | 最終日と彼女       | Saishūbi to kanojo       | 29 juillet 2023       |
| [Chapitres 122-123-124-125-126-127]      |                                         |                    |                          |                       |
| 29 (5)                                   | Le tournage et ma petite amie           | 撮影と彼女         | Satsuei to kanojo        | 5 août 2023           |
| [Chapitres 128-129-130-131-132-133- 134] |                                         |                    |                          |                       |
| 30 (6)                                   | La dernière scène et ma petite amie     | ラストシーンと彼女 | Rasuto shīn to kanojo    | 12 août 2023          |
| [Chapitres 135-136-137-138]              |                                         |                    |                          |                       |
| 31 (7)                                   | La petite amie et son chéri             | 和也と彼女         | Kazuya to kanojo         | 19 août 2023          |
| [Chapitres 139-140-141-142-143]          |                                         |                    |                          |                       |
| 32 (8)                                   | Ma petite amie et sa famille            | 家族と彼女         | Kazoku to kanojo         | 2 septembre 2023      |
| [Chapitres 144-145-146-147-148]          |                                         |                    |                          |                       |
| 33 (9)                                   | Les adieux et ma petite amie            | お別れと彼女       | Owakare to kanojo        | 9 septembre 2023      |
| [Chapitres 149-150-151-152-153]          |                                         |                    |                          |                       |
| 34 (10)                                  | Le voyage improvisé et ma petite amie   | 突発旅行と彼女     | Toppatsu ryokō to kanojo | 16 septembre 2023     |
| [Chapitres 153-154-155-156-157]          |                                         |                    |                          |                       |
| 35 (11)                                  | La petite amie et son copain            | 彼女と彼氏         | Kanojo to kareshi        | 23 septembre 2023     |
| [Chapitres 158-159-160-161-162]          |                                         |                    |                          |                       |
| 36 (12)                                  | La petite amie idéale et ma petite amie | 理想の彼女と彼女   | Risō no kanojo to kanojo | 30 septembre 2023     |
| [Chapitres 163-164-165-166-167]          |                                         |                    |                          |                       |

#### Saison 4 (2025)
| No     | Titre français                     | Titre japonais     | Titre japonais              | Date de 1re diffusion |
| No     | Titre français                     | Kanji              | Rōmaji                      | Date de 1re diffusion |
| ------ | ---------------------------------- | ------------------ | --------------------------- | --------------------- |
| 37 (1) | Mon quotidien et ma petite amie    | 日常と彼女         | Nichijō to Kanojo           | 1er juillet 2025      |
| 38 (2) | Le soupir et la copine             | 溜め息と彼女       | Tameiki to Kanojo           | 8 juillet 2025        |
| 39 (3) | Daikanyama et ma petite amie       | 代官山と彼女       | Daikanyama to Kanojo        | 15 juillet 2025       |
| 40 (4) | Ma décision et ma petite amie      | 決意と彼女         | Ketsui to Kanojo            | 22 juillet 2025       |
| 41 (5) | L'instant T et ma copine           | その時と彼女       | Sonotoki to Kanojo          | 29 juillet 2025       |
| 42 (6) | Le voyage en famille et ma copine  | 家族旅行と彼女     | Kazoku Ryokō to Kanojo      | 5 août 2025           |
| 43 (7) | Hawaiians et ma petite amie        | ハワイアンズと彼女 | Hawaianzu to Kanojo         | 12 août 2025          |
| 44 (8) | La ficelle et ma petite amie       | 紐と彼女           | Himo to Kanojo              | 19 août 2025          |
| 45 (9) | My première fois et ma petite amie | 初めて記念と彼女   | Hajimete no Kinen to Kanojo | 26 août 2025          |

## Accueil
Le tirage total de la série a atteint le million de copies imprimées en novembre 2018. En décembre 2019, il a été annoncé que le tirage de la série a dépassé les 3 millions d'exemplaires.
En août 2020, les ventes de la série ont dépassé les 5 millions d'exemplaires.
En Chine continentale, la série est parmi les mangas les plus populaires de la plateforme bilibili, restant en tête dans les classements de popularité, et ce depuis sa publication dans le pays. Kanojo, okarishimasu comptabilise plus de 700 000 copies numériques vendues dans le pays en août 2020.
En décembre 2021, les ventes de la série ont dépassé les 10 millions d'exemplaires.